# Ozzmosis
Ozzmosis (englische Wortschöpfung aus Ozzy und Osmosis, engl. Osmose) ist das siebte Studioalbum des Musikers Ozzy Osbourne, das im Oktober 1995 erschien und 2002 mit zwei Bonusstücken wiederveröffentlicht wurde.

## Entstehung
Nach der vorhergehenden No-More-Tours-Tour hatte sich Osbourne eine Auszeit genommen. Er kaufte sich ein Haus und arbeitete darin mit unterschiedlichen Songschreibern, darunter Steve Vai und Mark Hudson. Eine erste Version wurde nicht verwendet, eine zweite mit Steve Vai vom Label abgelehnt. Ursprünglich sollte das Album X-Ray heißen. Ozzmosis war ein Name, den Osbourne ursprünglich seiner Soloband geben wollte. Sharon Osbourne hatte die Idee, den Namen für das Album zu verwenden.
Zunächst wurde Michael Wagener ausgewählt, Ozzmosis zu mischen. Dieser hatte bereits No More Tears abgemischt. Osbourne wollte anfangs selbst produzieren, bat aber alsbald die Plattenfirma, ihm einen Produzenten zu besorgen. So wurde Michael Beinhorn verpflichtet, der zuvor u. a. durch die Produktion Superunknown von Soundgarden bekannt geworden und auch für Soul Asylum tätig gewesen war. Die Arbeit mit diesem verlief nach Osbournes Angaben alles andere als reibungslos, Beinhorn habe ihn „halb verrückt gemacht.“ Osbourne arbeitete zunächst mit Mike Inez (Bass) und Randy Castillo (Schlagzeug) als Rhythmussektion. Der Bass wurde aber schließlich durch Geezer Butler eingespielt (der kurz zuvor Black Sabbath nach einer Auseinandersetzung mit Tony Iommi verlassen hatte). Deen Castronovo (Journey) spielte das Schlagzeug anstelle von Randy Castillo. Zudem ist Yes-Keyboarder Rick Wakeman als Sessionmusiker zu hören.
Die nachfolgende Retirement-Sucks-Tour wurde von Joe Holmes (Gitarre) und Robert Trujillo (Bass) bestritten, nachdem Gitarrist Zakk Wylde kurz nach den Aufnahmen die Band verließ. Dass Wylde nur die Studioaufnahmen machen wollte, stand vorher fest, Osbourne wollte aber auf dem Album an der Gitarre eine „gewisse Kontinuität“ gewährleistet sehen.

## Titelliste
1. Perry Mason (Osbourne, Wylde, John Purdell) – 5:53
2. I Just Want You (Osbourne, J. Vallance) – 4:56
3. Ghost Behind My Eyes (Osbourne, Hudson, Steve Dudas) – 5:11
4. Thunder Underground (Osbourne, Butler, Wylde) – 6:29
5. See You on the Other Side (Osbourne, Lemmy Kilmister, Wylde) – 6:10
6. Tomorrow (Osbourne, Wylde, Purdell, Duane Baron) – 6:36
7. Denial (Osbourne, Hudson, S. Dudas) – 5:12
8. My Little Man (Steve Vai, Ozzy Osbourne) – 4:52
9. My Jekyll Doesn’t Hide (Osbourne, Butler, Wylde) – 6:34
10. Old L.A. Tonight (Osbourne, Wylde, Purdell) – 4:48
11. Whole World’s Fallin’ Down – 5:05 (2002 Remaster-Bonusstück)
12. Aimee – 4:46 (2002 Remaster-Bonusstück)

## Rezensionen
In einer zeitgenössischen Kritik des deutschen Heavy-Metal-Magazins Rock Hard heißt es: „Songwriting (jede Menge hörenswerter Melodien) und Produktion stehen weit über der Norm, klingen spritzig, kraftvoll...“

## Kommerzieller Erfolg

### Chartplatzierungen
| ChartsChartplatzierungen       | Höchstplatzierung | Wochen |
| ------------------------------ | ----------------- | ------ |
| Deutschland (GfK)              | 30 (7 Wo.)        | 7      |
| Schweiz (IFPI)                 | 37 (7 Wo.)        | 7      |
| Vereinigte Staaten (Billboard) | 4 (44 Wo.)        | 44     |
| Vereinigtes Königreich (OCC)   | 22 (4 Wo.)        | 4      |

### Auszeichnungen für Musikverkäufe
| Land/Region               | Auszeichnungen für Musikverkäufe (Land/Region, Auszeichnung, Verkäufe) | Verkäufe  |
| ------------------------- | ---------------------------------------------------------------------- | --------- |
| Japan (RIAJ)              | Gold                                                                   | 100.000   |
| Kanada (MC)               | Platin                                                                 | 100.000   |
| Neuseeland (RMNZ)         | Platin                                                                 | 20.000    |
| Vereinigte Staaten (RIAA) | 2× Platin                                                              | 2.000.000 |
| Insgesamt                 | 1× Gold · 4× Platin ·                                                  | 2.220.000 |